# Alan de Dunstanville
Alan de Dunstanville (auch Alan de Dunstanville II; † vor 1199) war ein englischer Ritter.
Alan de Dunstanville entstammte der anglonormannischen Familie Dunstanville. Er war ein jüngerer Bruder von Walter I de Dunstanville, vermutlichen waren sie beide Söhne von Alan I de Dunstanville (fl. 1141). Zusammen mit seinem Bruder bestätigte Alan vor 1169 die Schenkungen seines Onkels Robert de Dunstanville an Monkton Farleigh Priory in Wiltshire. Alan wurde 1180 Verwalter der ehemaligen Besitzungen von Walter Giffard, 2. Earl of Buckingham in Oxfordshire, daneben besaß er Besitzungen in Cornwall.
Alan heiratete Muriel de Langetot (* 1155), eine Tochter von Geoffrey fitz William. Durch die Heirat erwarb er Shiplake in Oxfordshire. Mit ihr hatte er mehrere Kinder, darunter:
- Walter de Dunstanville († vor 1206)
- Alan III de Dunstanville († nach 1216)
- Geoffrey de Dunstanville († 1234)

Sein Erbe wurde zunächst sein Sohn Walter, nach dessen Tod sein jüngerer Sohn Alan III. Dieser und dessen Bruder Geoffrey starben kinderlos, so dass die Besitzungen in Cornwall an die Nachfahren von Alans Töchtern fielen.